# Danijel Labaš
Danijel Labaš (Stari Golubovec, 29. studenoga 1965.) je redoviti profesor, znanstvenik i vodeći hrvatski komunikolog. Inicijator i voditelj je projekta Djeca medija.

## Biografija
Teološki je studij završio 1990. godine na Papinskome sveučilištu Gregorijana u Rimu, a doktorat je u istome gradu postigao na Fakultetu znanosti društvene komunikacije Papinskoga sveučilišta Salezijana 1997. godine. Za disertaciju na temu “Funkcioniranje načela odgovornosti u etičkom utemeljenju informacije-komunikacije” nagrađen je Rektorovom nagradom.

Po povratku u Hrvatsku bio je zaposlen kao zamjenik direktora Informativne katoličke agencije u Zagrebu, urednik informativnog programa Hrvatskoga katoličkog radija te kao novinar i urednik u Glasu Koncila, gdje je i dalje mentor mladim novinarima. 

Na Hrvatskim studijima bio je zaposlen od 2007. do 2022. godine. Od 2008. do 2012. bio je pročelnik je Odjela za komunikologiju na Hrvatskim studijima. Od 2010. do 2014. bio je prodekan, od 2010. do 2012. kao povjerenik za znanost, međunarodnu i međusveučilišnu suradnju, a od 2012. do 2014. obnašao dužnost povjerenika za nastavu i studente. Od 2022. godine zaposlen je na Sveučilišnom odjelu za komunikologiju Hrvatskog katoličkog sveučilišta, gdje je od listopada 2023. obnaša dužnost pročelnika Sveučilišnog odjela za komunikologiju.

### Nastavna djelatnost
Predaje kolegije Osnove komunikologije, Novinarska etika, Semiotika u masovnom komuniciranju, Medijska pedagogija, Sociološki aspekti masovnih komunikacija te Film i religija. 

### Znanstveni interes
Područja njegova znanstvenoga zanimanja su deontologija medija i novinarska etika, semiotika i sociologija medija, medijska pedagogija, neverbalna komunikacija te odnos filma i religije. Objavio je više znanstvenih i stručnih radova te sudjelovao na domaćim i međunarodnim znanstvenim skupovima, okruglim stolovima, stručnim tribinama i u televizijskim i radijskim emisijama. 

### Društveni angažman
Predsjednik je Društva za komunikacijsku i medijsku kulturu i voditelj projekta Djeca medija. Član je više strukovnih udruga te Odjela za medije Matice hrvatske i Organizacijskog odbora Komunikološke škole.

## Poveznice
- Komunikacijske znanosti

## Vanjske poveznice
- Društvo za komunikaciju i medijsku kulturu  Arhivirana inačica izvorne stranice od 4. ožujka 2016. (Wayback Machine) - Biografija
- Hrvatski studiji. Profil djelatnika